# Além do Rio Azul
Além do Rio Azul é o décimo álbum de estúdio do conjunto de música cristã contemporânea Voz da Verdade, sendo lançado originalmente em vinil.
A faixa "Além do Rio Azul", que fez grande sucesso nesse disco, foi regravada no álbum duplo de 30 anos do conjunto, dessa vez na voz de Lydia Moysés. Além deste foram sucessos, "Multidões" por Elizabeth, "Perdão" e "El Shadai" cantado por todo o grupo e "Tornou-se pobre" por José Luiz.
Em 2015, foi considerado, por vários historiadores, músicos e jornalistas, como o 61º maior álbum da música cristã brasileira, em uma publicação dirigida pelo portal Super Gospel. Em 2019, foi eleito o 28º melhor álbum da década de 1980 em lista publicada pelo mesmo veículo.

## Faixas
- 1. Além do Rio Azul
- 2. Eu Vi
- 3. Multidões
- 4. O Vencedor
- 5. Jamais Esquecerei
- 6. Perdão
- 7. Tornou-se Pobre
- 8. Livro da Vida
- 9. Livre para Voar
- 10. El Shadai